# Несіка (Орегон)
Несіка (англ. Nesika Beach) — переписна місцевість (CDP) в США, в окрузі Каррі штату Орегон. Населення — 432 особи (2020).

## Географія
Несіка розташована за координатами 42°30′28″ пн. ш. 124°24′8″ зх. д. / 42.50778° пн. ш. 124.40222° зх. д. (42.507696, -124.402239).  За даними Бюро перепису населення США в 2010 році переписна місцевість мала площу 5,91 км², з яких 5,91 км² — суходіл та 0,00 км² — водойми.

## Демографія
Згідно з переписом 2010 року, у переписній місцевості мешкали 463 особи в 226 домогосподарствах у складі 133 родин. Густота населення становила 78 осіб/км².  Було 283 помешкання (48/км²).
Расовий склад населення:
| - 94,8 % — білих - 0,9 % — азіатів - 0,6 % — корінних американців - 0,2 % — вихідців з тихоокеанських островів - 0,2 % — чорних або афроамериканців |

До двох чи більше рас належало 3,0 %. Частка іспаномовних становила 3,2 % від усіх жителів.
За віковим діапазоном населення розподілялося таким чином: 11,7 % — особи молодші 18 років, 60,0 % — особи у віці 18—64 років, 28,3 % — особи у віці 65 років та старші. Медіана віку мешканця становила 56,0 року. На 100 осіб жіночої статі у переписній місцевості припадало 109,5 чоловіків;  на 100 жінок у віці від 18 років та старших — 107,6 чоловіків також старших 18 років.
Середній дохід на одне домашнє господарство  становив 58 425 доларів США (медіана — 57 277), а середній дохід на одну сім'ю — 79 913 долари (медіана — 64 198). 
Цивільне працевлаштоване населення становило 165 осіб. Основні галузі зайнятості: освіта, охорона здоров'я та соціальна допомога — 49,1 %, публічна адміністрація — 21,2 %, науковці, спеціалісти, менеджери — 18,2 %.